# Steven Lukes
Steven Michael Lukes, né le 8 mars 1941 dans le Northumberland, est un sociologue et théoricien politique britannique. Membre de la British Academy, il est professeur visitant de politique et de sociologie dans plusieurs universités dans le monde. Auparavant, il est professeur à plein temps, notamment à l'université de Sienne, à l'Institut universitaire européen, et à la London School of Economics.

## Vie et carrière
Lukes étudie à la Royal Grammar School de Newcastle upon Tyne et y finit ses études en 1958. Lukes obtient son diplôme de Bachelor en 1962 au Balliol College. Il travaille en tant que chercheur au Nuffield College et comme conférencier en politique au Worcester College. Il obtient son Master en 1967. En 1968, il passe un doctorat, qui porte sur les travaux d'Émile Durkheim. De 1966 à 1987, il est professeur de politique au Balliol College. Il est membre de la British Academy et professeur visitant à l'université de Paris, l'université de New York, l'université de Californie à San Diego et à l'université hébraïque de Jérusalem.
De 1974 à 1983, il est président du Comité pour l'histoire de la sociologie au sein de l'Association internationale de sociologie.

## Travaux et centres d'intérêt académiques
Ses principaux centres d'intérêt portent sur les théories sociales et politiques, la sociologie de Durkheim, l'individualisme, la rationalité, le marxisme, la sociologie de la moralité et des nouvelles formes de libéralisme, les différentes conceptions du pouvoir, la notion de "bonne société", les conflits moraux et politiques.
Lukes est principalement connu dans le champ académique pour sa théorie sur les "trois dimensions du pouvoir". Cette théorie considère que les gens sont contrôlés de trois manières: 
1. par le pouvoir de décider et d'imposer une décision à autrui
2. par le pouvoir d'éviter certains sujets en les sortant de "l'ordre du jour"
3. par un pouvoir idéologique: cette dernière dimension repose sur le pouvoir d'influencer les pensées et les souhaits des gens, sans qu'ils s'en aperçoivent, si bien que les gens finissent par faire des choses opposées à leurs "intérêts".

### Ouvrages
- Emile Durkheim: His Life and Work. A Historical and Critical Study (publication originale en 1972); Penguin Books, 1973.
- Individualism, New York: Harper & Row, 1973.  (ISBN 0-631-14750-0)
- Power: a Radical View, Macmillan, 1974; Blackwell, 1986.
- Essays in Social Theory, Columbia University Press, 1977.
- Rationality and Relativism, édité avec Martin Hollis, Blackwell, 1982.
- Durkheim and the Law, édité avec Andrew Scull et Martin Robertson, 1983.
- Marxism and Morality, Clarendon Press, 1985.
- The Category of the Person: Anthropology, Philosophy, History, coédité avec M. Carrithers et S. Collins. Cambridge University Press, 1985.
- Moral Conflict and Politics, Oxford: Clarendon Press, 1991.
- L'essai "Five Fables about Human Rights", sur les Droits de l'Homme, avec Susan Hurley et Stephen Shute, Basic Books, 1993.
- Isaiah Berlin: Tra la filosofia e la storia delle idee. Una conversazione con Steven Lukes (en italien), Florence: Ponte alle Grazie, 1994.
- The Curious Enlightenment of Professor Caritat, Verso, 1995.
- Multicultural Questions, 1999.
- Liberals and Cannibals Verso 2003.
- Power: A Radical View, Macmillan, seconde édition, 2005.
- Moral Relativism, Picador/Macmillan, 2008.  (ISBN 978-0-312-42719-1)